# Rau đắng đất
Rau đắng đất (danh pháp khoa học: Glinus oppositifolius) là loài thực vật có hoa thuộc họ Bình cu (Molluginaceae) được chính thức công nhận mô tả khoa học bởi (L.) Aug.DC. năm 1901.

## Hình ảnh

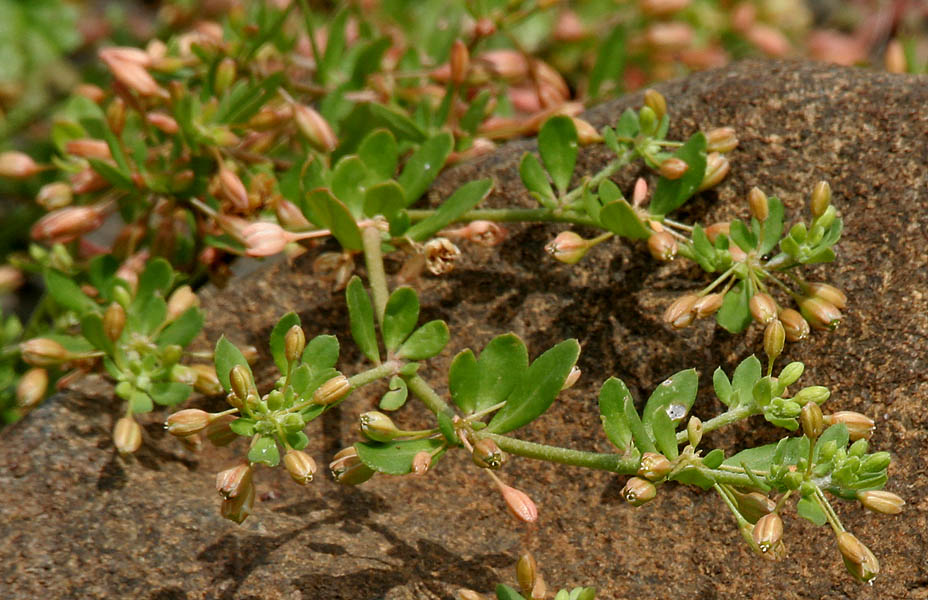
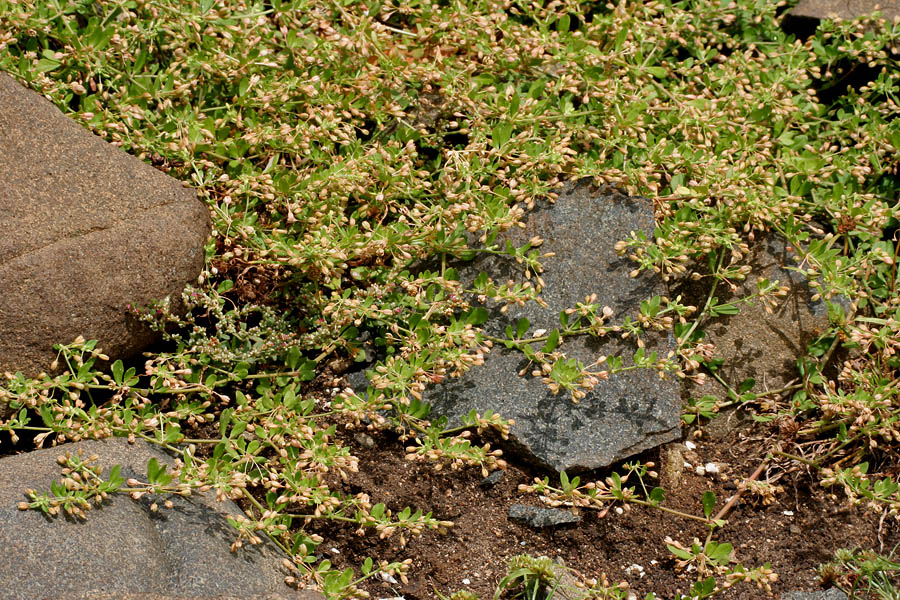
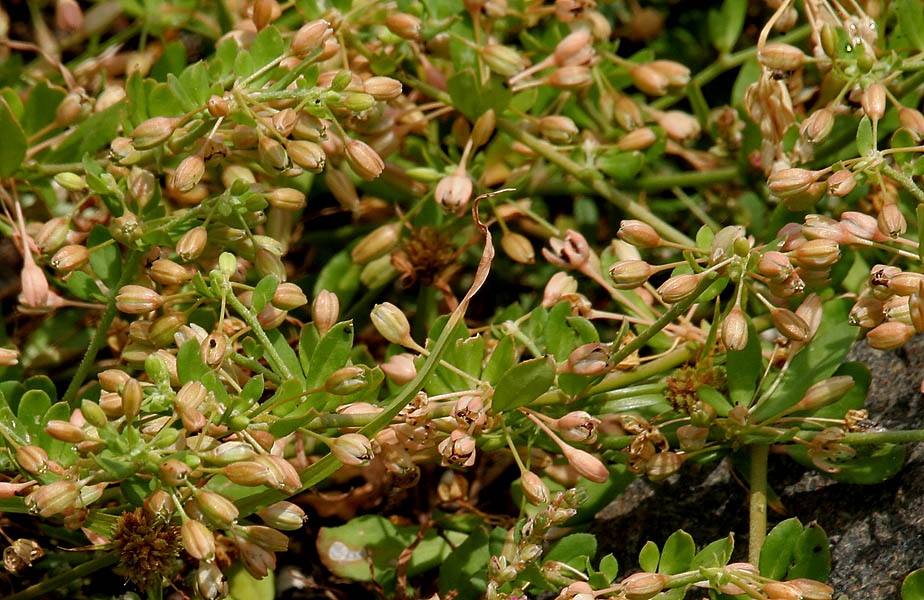
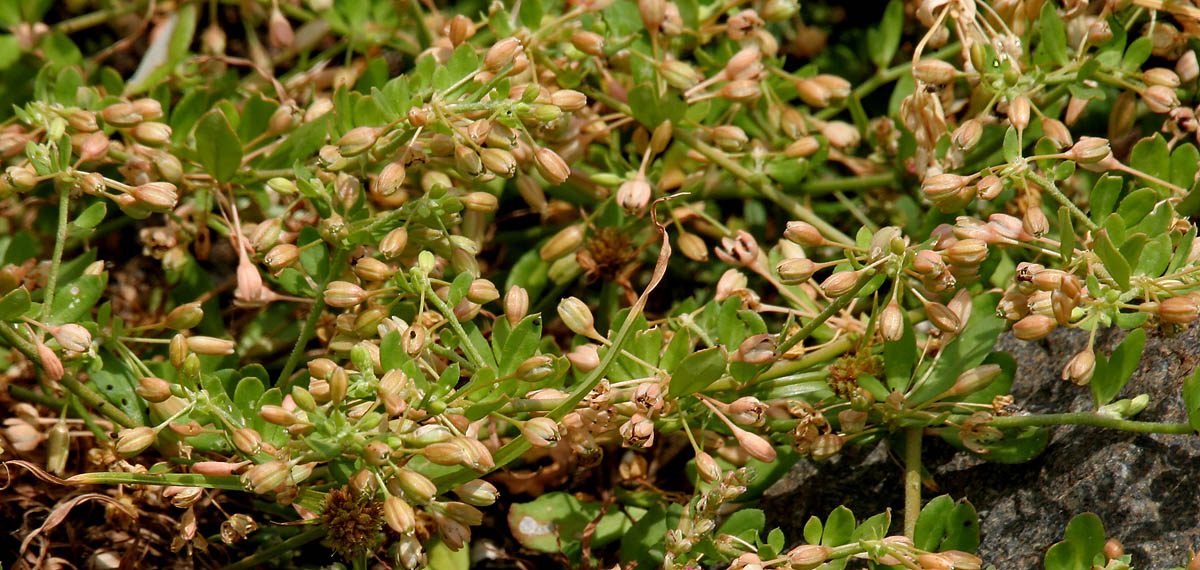
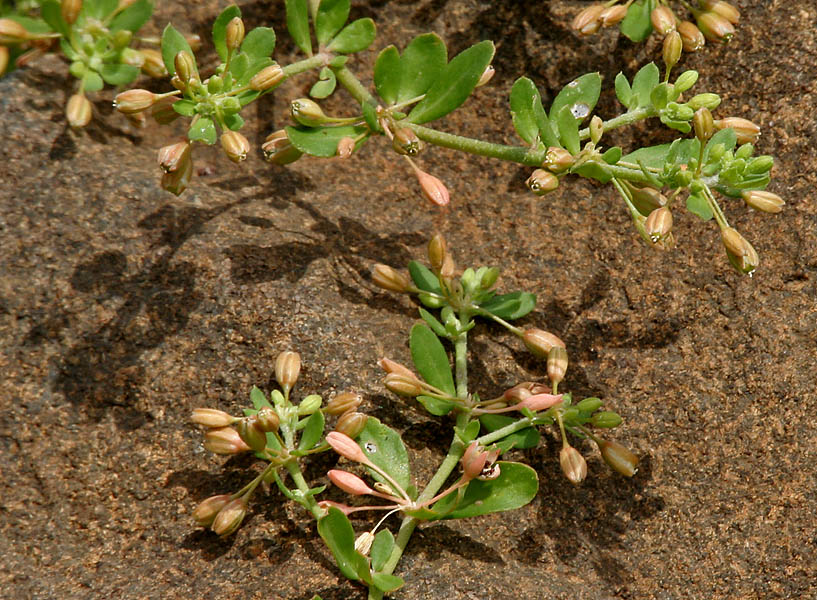
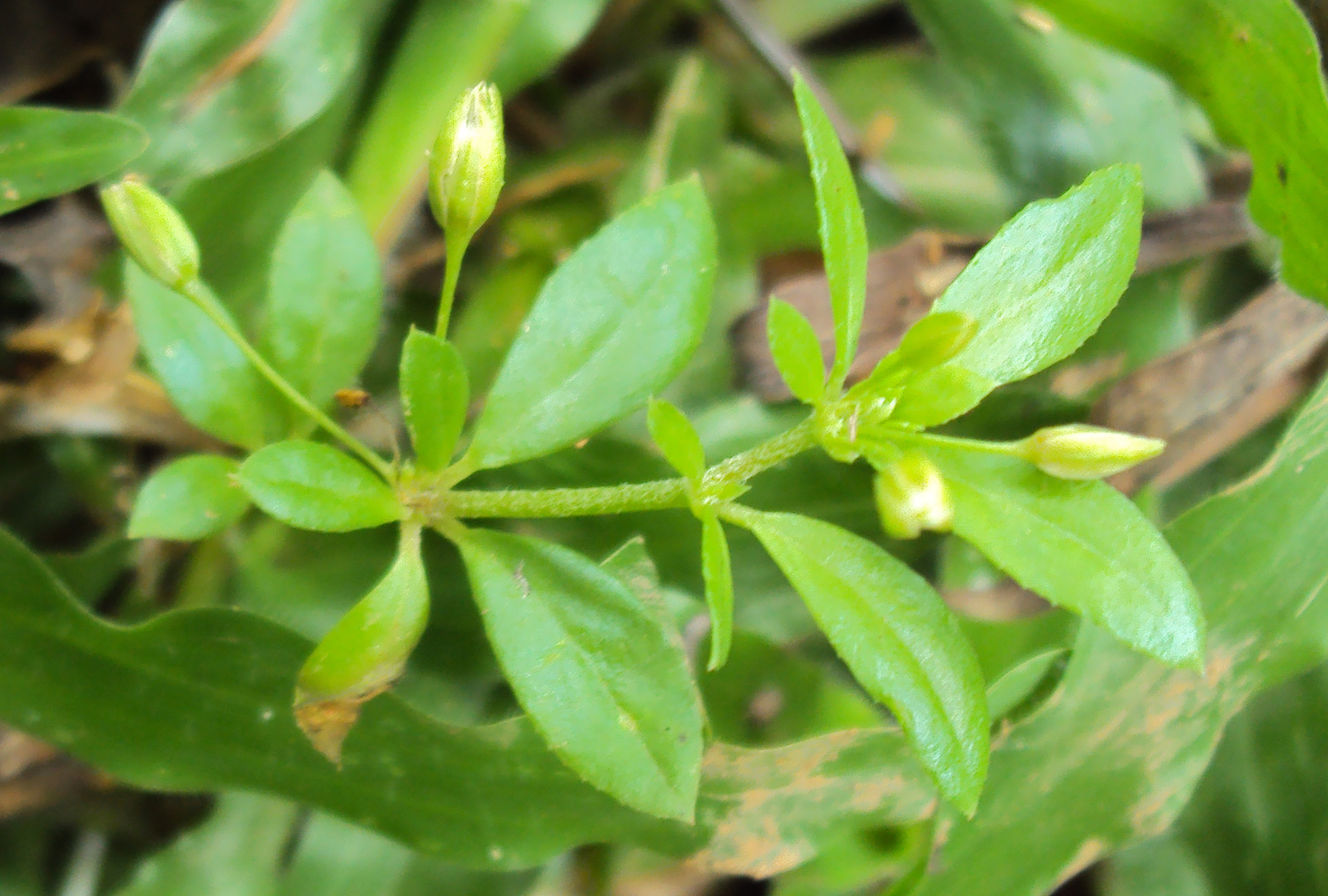